# Хоробрий кравчик (фільм, 2008)
Хоробрий кравчик (нім. Das tapfere Schneiderlein) — німецький телефільм-казка 2008 року. Сюжет заснований на казці братів Грімм «Хоробрий кравчик». Фільм створений в рамках серії казок «Шість за один раз». Прем'єра телефільму відбулася на телеканалі «Das Erste» у різдвяній програмі 2008 року.

## Сюжет
Коли одному молодому кравчику заважають працювати сім надокучливих мух, він вирішує луснути їх ганчіркою і несподівано для себе убиває їх одним рухом. Гордий своїм досягненням, кравчик вишиває собі на поясі: «Коли злий буваю, то сімох убиваю» і вирушає у подорож, щоб про це дізнався весь світ. По дорозі він зустрічає велетня, який вирішує протестувати кравчика на правдивість цієї фрази, і дає йому декілька завдань, з якими кравчик справляється завдяки своїй винахідливості. Згодом кравчик добирається до королівства, де йому як великому воякові доручають звільнити королівство від двох велетнів, єдинорога та дикого кабана. Завдяки своїй винахідливості кравчик справляється з усіма завданнями і як винагороду отримує пів королівства і дочку короля.

## У ролях
| Актор           | Роль                  |
| --------------- | --------------------- |
| Костя Ульман    | кравчик Давид         |
| Аксель Мільберг | король Ернст          |
| Кароліна Шух    | принцеса Паула        |
| Дірк Мартенс    | прем'єр-міністр Клаус |
| Ганнелор Гогер  | дружина фермера       |
| Тімо Діркес     | гігант Лотар          |
| Торстен Гамманн | гігант Зігфрід        |
| Райнер Півек    | гігант Людвіг         |
| Свен Піппіг     | гігант Вотан          |
| Геннінг Пекер   | гігант Германн        |
| Марлін Лозе     | покоївка Фредеріке    |
| Дітер Бонгарц   | пастор                |

## Виробництво
Зйомки фільму відбулися у травні та червні 2008 року в замку Аренсбург, а також у Гамбурзі, Шлезвіг-Гольштейні та Нижній Саксонії. Вперше вийшов у прокат 26 грудня 2008 року. Також випущена версія фільму нижньонімецькою мовою.